# Claudia Schückler
Claudia Schückler (* 12. Mai 1985 in Heidelberg) ist eine deutsche ehemalige Handballspielerin und Handballtrainerin.
Ihre Karriere begann die Studentin beim TSV Handschuhsheim. Dort blieb sie bis 2001. Anschließend wechselte sie zur HSG Mannheim in die Regionalliga. Mit einer Förderlizenz konnte sie auch am Spielbetrieb des Zweitligisten VfL Waiblingen in der Saison 2003/2004 teilnehmen. 2004 wechselte sie dann zur HSG Bensheim/Auerbach, wobei sie ihr Zweitspielrecht bei der HSG Mannheim zunächst behielt. Nach vier Jahren an der Bergstraße verließ die ehemalige Junioren-Nationalspielerin 2008 Bensheim/Auerbach und wechselte in die 1. Bundesliga zu Bayer 04 Leverkusen. Dort ersetzte sie Sabrina Neukamp. Die Spielposition der Linkshänderin ist auf Rechtsaußen. Ab dem Sommer 2010 spielte Schückler beim Drittligisten FSG Sulzbach/Leidersbach. Eine Spielzeit später schloss sich Schückler dem Drittligisten 1. FSV Mainz 05 an. Mit Mainz stieg sie 2012 in die 2. Bundesliga auf. Dort blieb sie bis 2018. Nach einem Jahr Pause lief Schückler in der Badenliga bis 2022 bei der HG Saase auf.
Schückler besitzt die DHB C-Trainerlizenz und DOSB C-Lizenz Breitensport. Aktuell trainiert sie die weibliche badische Landesauswahl. Zudem ist sie beim TSV Germania Dossenheim als Jugendtrainerin aktiv.

## Erfolge
- Bayer Leverkusen
  - Deutscher Vize-Meister 2009
  - Deutscher Pokalsieger 2010